# Battaglia della Selva Arsia
La battaglia della Selva Arsia fu combattuta nel 509 a.C. tra le forze repubblicane di Roma antica, da un lato, e le forze etrusche di Tarquinia e Veio, guidate dal deposto re romano Tarquinio il Superbo, dall'altro. La battaglia ebbe luogo nei pressi della Selva Arsia in territorio romano, e vide la vittoria di Roma, nonostante la morte di uno dei suoi consoli, Lucio Giunio Bruto.
La battaglia fu uno di una serie di tentativi da parte di Tarquinio, di riconquistare il trono, e può anche essere vista come parte del conflitto, allora in corso, tra le città etrusche e Roma.

## Contesto storico
Nel 509 a.C. la monarchia romana era stata rovesciata, ed al suo posto era stata instaurata la Repubblica Romana con l'elezione dei primi consoli. Il re deposto, Tarquinio il Superbo, la cui famiglia era originaria di Tarquinia in Etruria, ottenne l'appoggio degli Etruschi di Tarquinia e Veio, ricordando loro le sconfitte in guerra e le perdite di terra causate dallo stato romano, oltre ai propri legami familiari.

## Battaglia
Gli eserciti delle due città etrusche seguirono Tarquinio in battaglia, e i Consoli Romani condussero l'Esercito Romano per intercettarli, con Publio Valerio al comando della Fanteria e Lucio Giunio al comando dei Cavalieri. Nell'altro schieramento, il Re comandava la Fanteria etrusca, e suo figlio Arrunte Tarquinio la Cavalleria.
Le cavallerie furono le prime a scontrarsi, e Arrunte, dopo aver spiato da lontano i littori, e riconoscendo in tal modo la presenza di un console, si accorse subito che Bruto era al comando della cavalleria. I due uomini, che erano cugini, si affrontarono l'un l'altro, finendo entrambi uccisi. Anche la fanteria si unì alla battaglia, e il risultato dello scontro rimase incerto per qualche tempo. L'ala destra di ogni schieramento risultava vittoriosa, con l'esercito di Tarquinia che costrinse i Romani a ripiegare, ed i Veienti piegati allo stesso modo dai romani. Tuttavia le forze etrusche alla fine lasciarono il campo, per cui i Romani si attribuirono la vittoria.

## Conseguenze
La notte dopo la battaglia, Tito Livio riferisce, che si sentì la voce del Dio Silvano, proveniente dalla Selva, dire: "nella battaglia sono caduti più Etruschi, i Romani hanno vinto la guerra".
Il console Valerio, raccolte le spoglie degli Etruschi in rotta, tornò a Roma per celebrare un trionfo il 1 ° marzo del 509 a.C. . Valerio quindi organizzò con grande magnificenza il funerale di Bruto.
Livio scrive che in seguito, nello stesso anno, Valerio tornò a combattere i Veienti. Non è chiaro se questo scontro sia stato la continuazione della battaglia della Selva Arsia, o frutto di una nuova disputa.